# California Zephyr

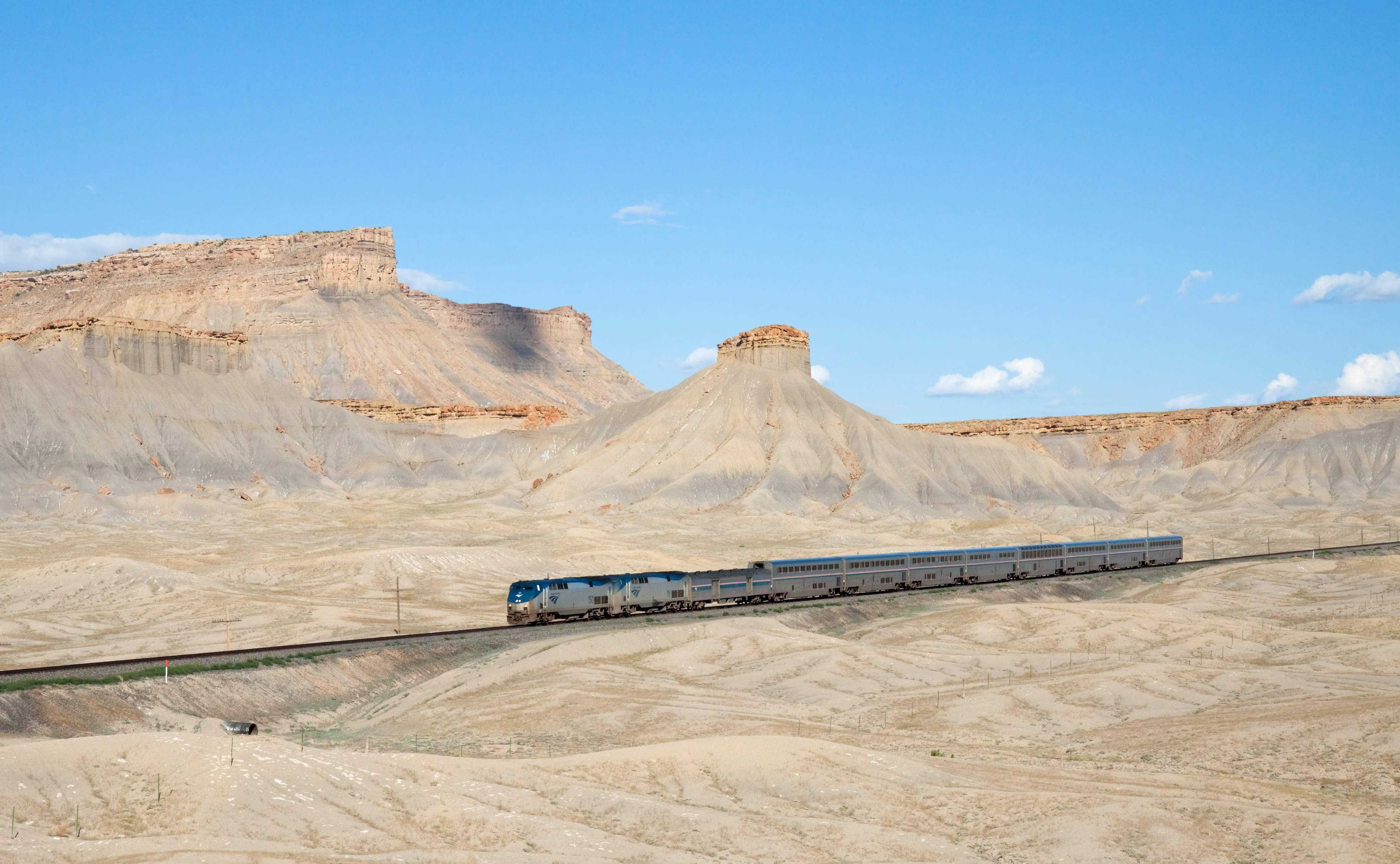
California Zephyr vor den Book Cliffs in Utah

Der California Zephyr ist ein Fernzug von Amtrak, der zwischen Chicago und Oakland bzw. San Francisco über eine landschaftlich spektakuläre Route durch die Rocky Mountains verkehrt. Dabei schlängelt sich der Zug durch enge Kurven, viele Tunnel und enge Canyons.

## Geschichte

### Entstehung

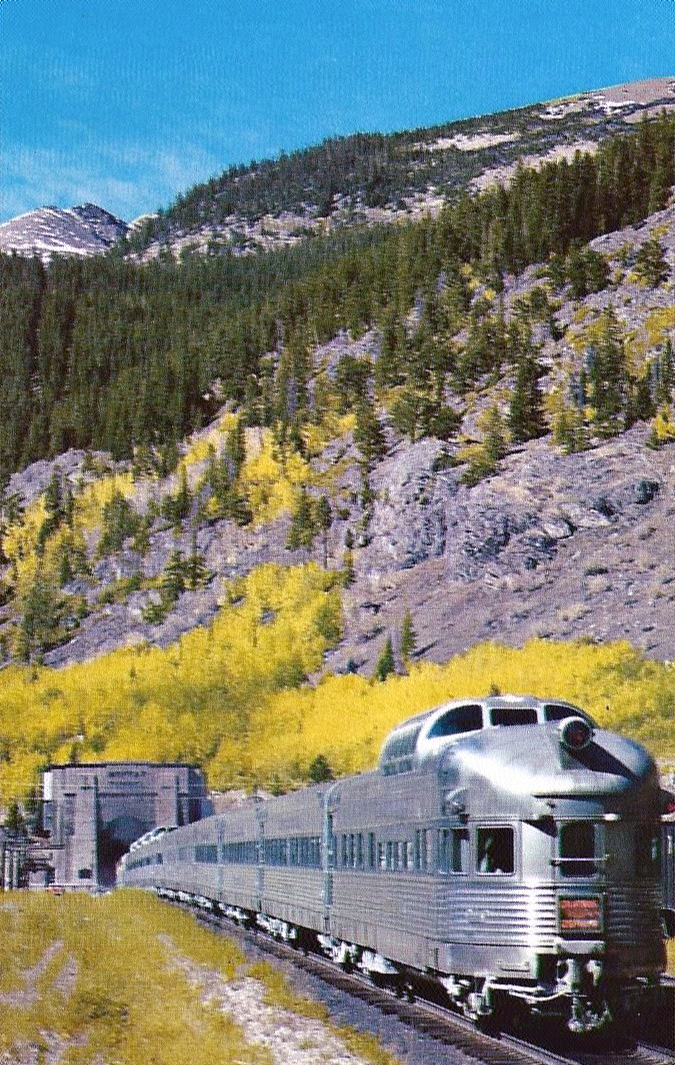
Westwärts fahrender California Zephyr aus der Wagengarnitur von Budd bei der Einfahrt in den Moffat-Tunnel, 1950er oder 1960er Jahre

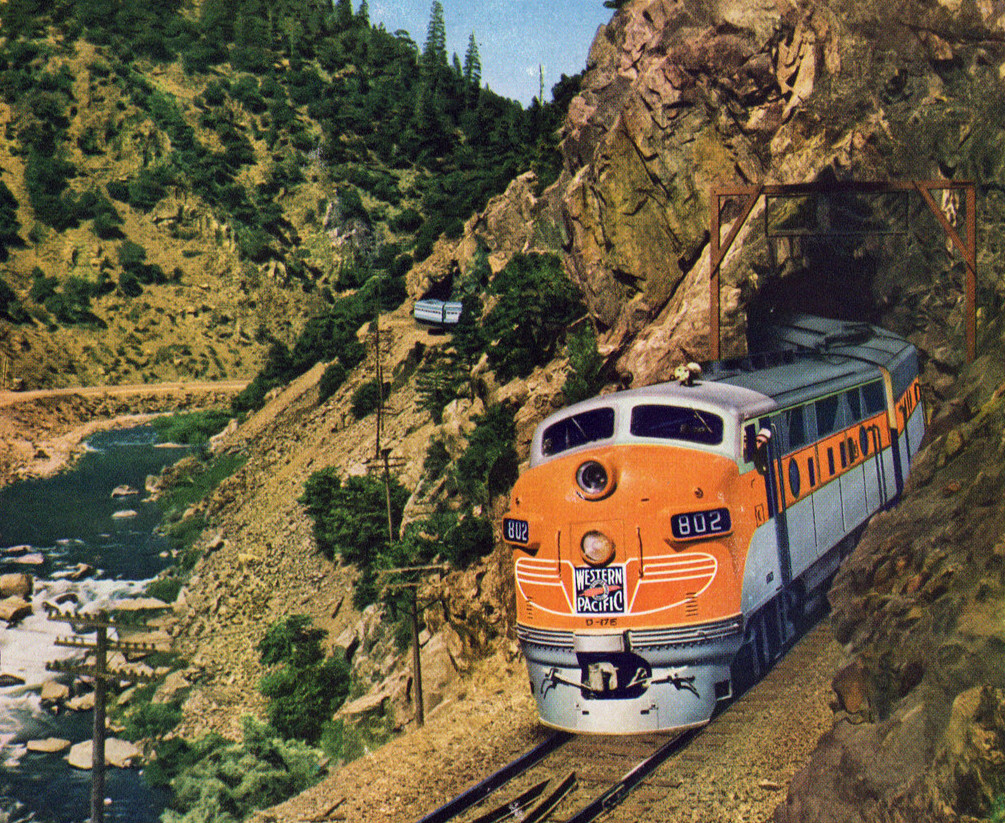
Der Zug 1949 im Feather River Canyon

Der Zug verkehrte erstmals 1949, als sich die drei US-Bahngesellschaften Chicago, Burlington and Quincy Railroad (Burlington Route), Denver and Rio Grande Western Railroad (Rio Grande) und Western Pacific Railroad darauf einigten, gemeinsam einen Zug in der Verbindung zwischen Chicago und San Francisco zu betreiben. Dafür wurde von der Waggonfabrik Budd ein gemeinschaftlicher Wagenpark in moderner Leichtbauweise aus rostfreiem Stahl beschafft. Dieser umfasste Speisewagen, Schlafwagen, Sitzwagen und Aussichtswagen (Dome Cars).
Die Lokomotiven und die Betriebsführung zwischen Chicago und Denver lag bei der Burlington Route, von Denver bis Salt Lake City bei der Rio Grande und für den westlichen Abschnitt bis San Francisco/Oakland die Western Pacific.
Der California Zephyr stellte eine direkte Konkurrenz zu dem seit 1936 durch die Union Pacific in Kooperation mit Southern Pacific und Chicago & North Western betriebenen Stromlinienzug City of San Francisco dar.
Die Reisezeit des California Zephyr war durch die Querung der Rocky Mountains länger als die der Konkurrenz. Deshalb wurde, um Kunden zu gewinnen, beim California Zephyr auf das Ambiente Wert gelegt und eine Schienenkreuzfahrt angeboten.

### Vorläufiges Ende
Bis März 1970 blieb das Gemeinschaftsprojekt California Zephyr erhalten, danach stieg die Western Pacific aus, weil der Zug nur noch Verluste brachte. Die Verbindung wurde in zwei Teile aufgespalten: Ein Nachtzugpaar, den Denver Zephyr, von Chicago nach Denver, der von der Burlington Northern Railroad (BN) betrieben wurde. In Denver hatte dieser Zug Anschluss an den von der Rio Grande betriebenen Tageszug Rio Grande Zephyr, der die Rocky Mountains am Tag durchquerte und für amerikanische Zugreisende so attraktiv blieb. Dieses Betriebskonzept hielt indessen nur ein Jahr.

### Unter Amtrak
Amtrak, ein reines Eisenbahnverkehrsunternehmen, legte die beiden Züge California Zephyr und City of San Francisco zu einem neuen „San Francisco Zephyr“ zusammen, der zwischen Chicago und Denver die Eisenbahninfrastruktur der BN nutzte, bis Ogden dann die der Union Pacific und im Westen die der Southern Pacific. Die Rio Grande betrieb zwischen Denver und Salt Lake City parallel den Rio Grande Zephyr auf eigene Rechnung weiter. Dies war einer der letzten drei privat betriebenen Fernreisezüge der USA. Erst 1983 gab die Rio Grande den Zug auf. Amtrak reagierte darauf und führte den bisherigen San Francisco Zephyr – ergänzt durch Kurswagen nach Seattle (als Pioneer) und Los Angeles (als Desert Wind) – wieder von Denver nach Salt Lake City über die betrieblich schwierige Rocky-Mountains-Route. Der Wagenpark war inzwischen auf moderne Doppelstock-Fernreisezugwagen umgestellt worden. Dieses Angebot erhielt den traditionsreichen Namen California Zephyr. Die Kurswagen nach Seattle und Los Angeles wurden 1997 eingestellt.

## Heutiges Angebot

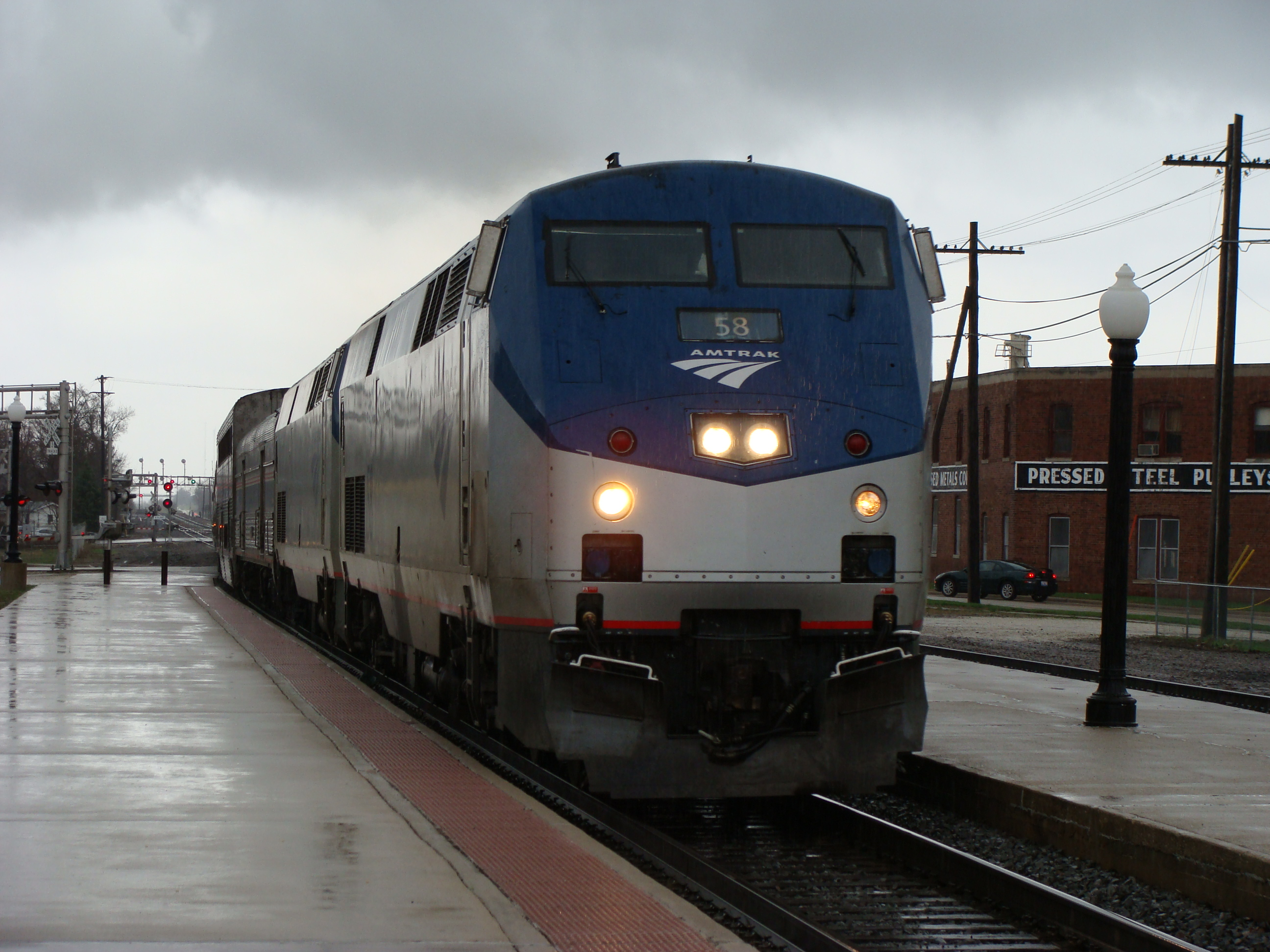
Der Zug am Bahnhof Galesburg

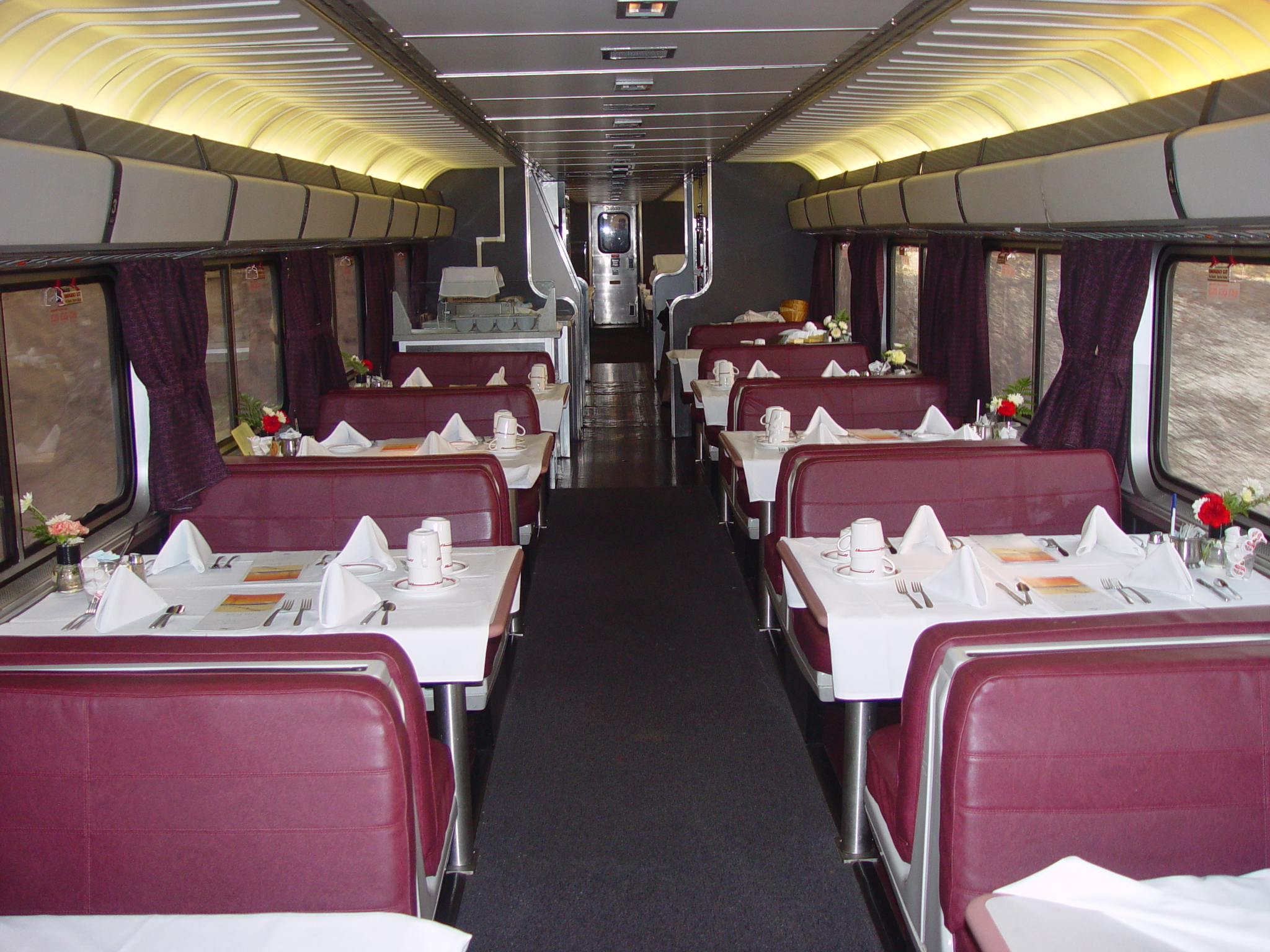
Obergeschoss des Speisewagens

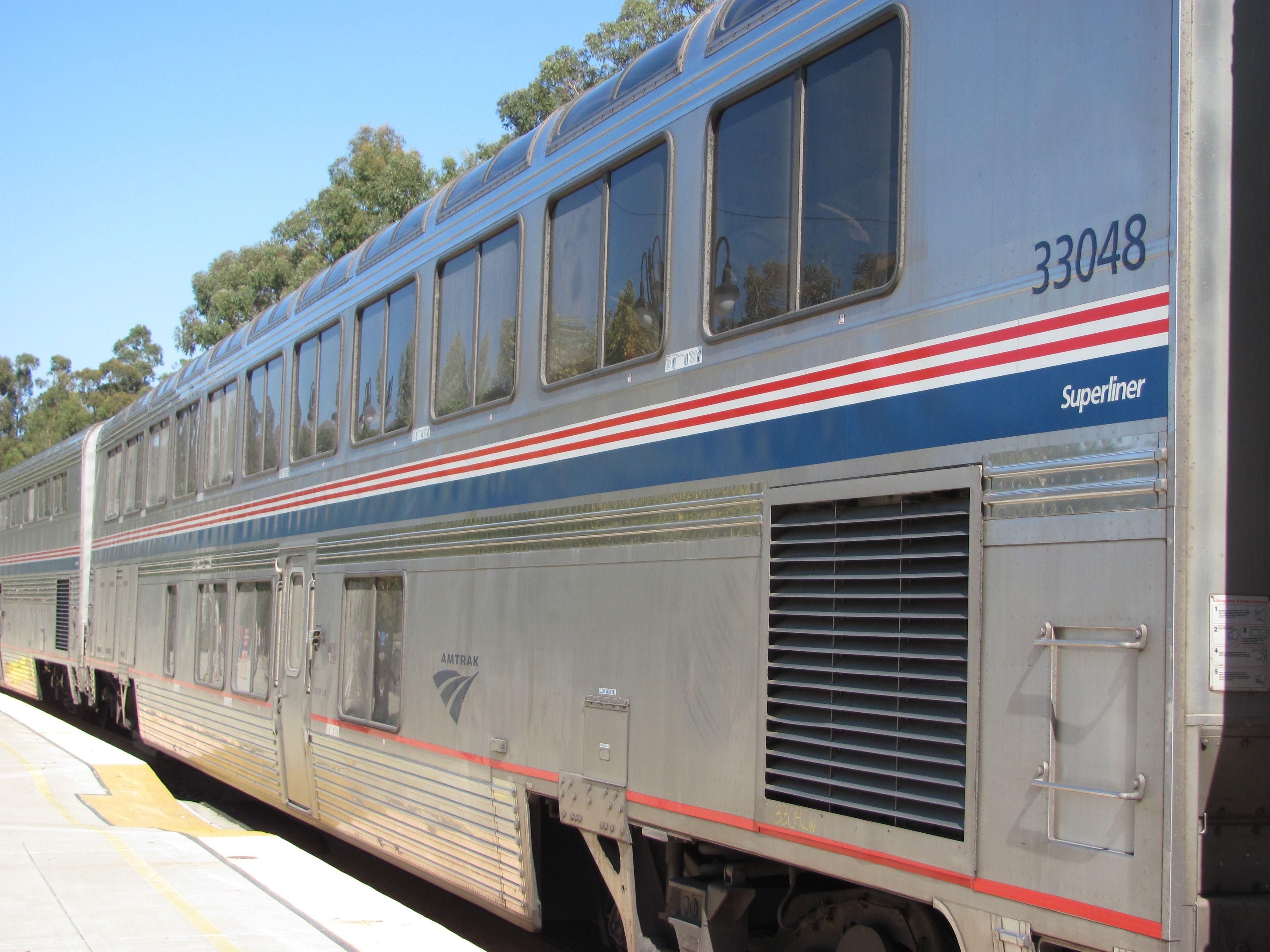
Aussichtswagen, Außenansicht

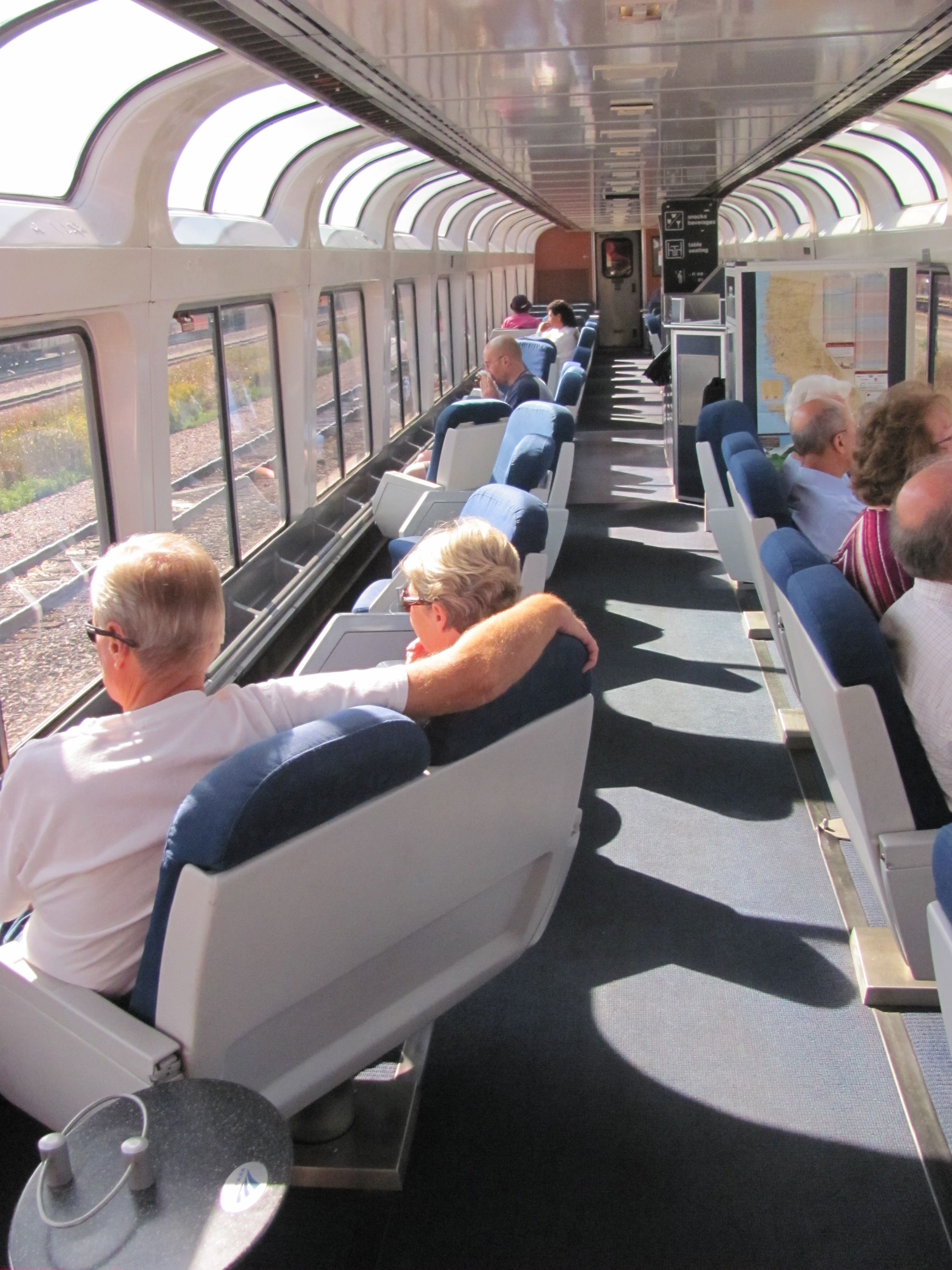
Aussichtswagen, Innenansicht

Heute besteht der Zug während der Hochsaison im Sommer aus bis zu 20 doppelstöckigen Personenwagen, wozu bis 2004 noch etliche Expressgutwagen und zwischen Chicago und Denver noch LKW-Trailer hinzukamen. Dem Zug werden dann bis zu vier dieselelektrische Lokomotiven mit je 3090 kW vorgespannt. Bei der Fahrt durch sieben US-Bundesstaaten werden insgesamt 33 Zwischenhalte bedient; die gesamte Fahrzeit beträgt fahrplanmäßig 52 bis 53 Stunden. Der City of San Francisco schaffte 1936 dieselbe Strecke noch unter 40 Stunden. Der California Zephyr nutzt die Eisenbahninfrastruktur von zwei Anbietern:
- BNSF Railway zwischen Chicago und Denver;
- Union Pacific Railroad zwischen Denver und Oakland.

Der Zug führt doppelstöckige Sitz- (Coach Class) und Schlafwagen (Sleeper). Letztere haben vier Arten von Schlafkabinen. Außerdem werden ein Speisewagen und ein Aussichtswagen mit Bistro mitgeführt.
2010 benutzten 377.876 Passagiere den California Zephyr, 9 Prozent mehr als im Krisenjahr 2009. 2011 ging die Passagierzahl um 7 Prozent zurück.

## Streckenbeschreibung
Die Streckenlänge beträgt ca. 3900 Kilometer. Der Zug nutzt für seine Fahrt zwischen Sacramento und Wells (Nevada) die Strecke der Central Pacific Railroad, der ersten transkontinentalen Eisenbahnquerung durch die Vereinigten Staaten, wobei die Streckenführung am Donnerpass durch einen längeren Tunnel 1993 entschärft wurde. Ab Wells nimmt der California Zephyr eine südlichere Route, über Salt Lake City und Denver, überfährt also nicht den Golden Spike am Promontory Summit.
Für westwärts fahrende Züge ist die Chicago Union Station Ausgangspunkt. Nachdem der Zug das Stadtgebiet verlassen hat, fährt er durch viele kleine, landwirtschaftlich geprägte Gemeinden auf den Great Plains, die im 19. Jahrhundert entlang der Bahnstrecke entstanden. In Burlington (Iowa) überquert der Zug den Mississippi.
Westlich von Denver ändert sich die Landschaft dramatisch: Der Zug fährt nun auf steilen Rampen, durch viele Kurven und zahlreiche Tunnel die Ostflanke der Rocky Mountains hinauf. Mit dem Moffat-Tunnel als dem Scheiteltunnel wird die nordamerikanische kontinentale Wasserscheide unterfahren. Von dessen westlichem Portal aus folgt der Zug durch eine Reihe von Canyons über mehrere Stunden dem Colorado River bis Grand Junction.
In Utah folgt die Strecke dem Südrand der Book Cliffs. Anschließend quert sie die Wasatch Mountains, um Salt Lake City zu erreichen. Die Strecke führt am Südufer des Great Salt Lake entlang und über die Bonneville Salt Flats in Richtung auf Nevada. Hier folgt die Route im Wesentlichen dem Humboldt River. Die nächste größere Stadt ist Reno. Hier beginnt der Aufstieg in die Sierra Nevada und nach Kalifornien. Die Sierra wird auf dem Donner Pass überquert. Nach der Talfahrt erreicht der California Zephyr das California Central Valley. Die Fahrt endet im Bahnhof von Emeryville, in einem Vorort von Oakland. Zu dem jenseits der Bucht von San Francisco gelegenen San Francisco führt nur die Bay Bridge, eine Brücke ausschließlich für den Straßenverkehr. Auf die Umrundung der Bucht auf dem Schienenweg verzichtet der Zug. Fahrgäste nach San Francisco müssen die letzten Kilometer ihrer Reise mit einem Shuttle-Bus von Amtrak fortsetzen.

## Trivia
Im Juni 2019 wurden zwei EMD AEM-7 mit dem Zug nach San Francisco überführt. Sie wurden für Test- und Abnahmefahrten auf der neu elektrifizierten Strecke des Caltrain gebraucht. Wenn auch nur gezogen, waren damit einmalig Elektro-Lokomotiven mit dem California Zephyr unterwegs.